# Aspidistra geastrum
Aspidistra geastrum är en sparrisväxtart som beskrevs av Tillich. Aspidistra geastrum ingår i släktet Aspidistra och familjen sparrisväxter. Inga underarter finns listade i Catalogue of Life.